# Catherine Reitman

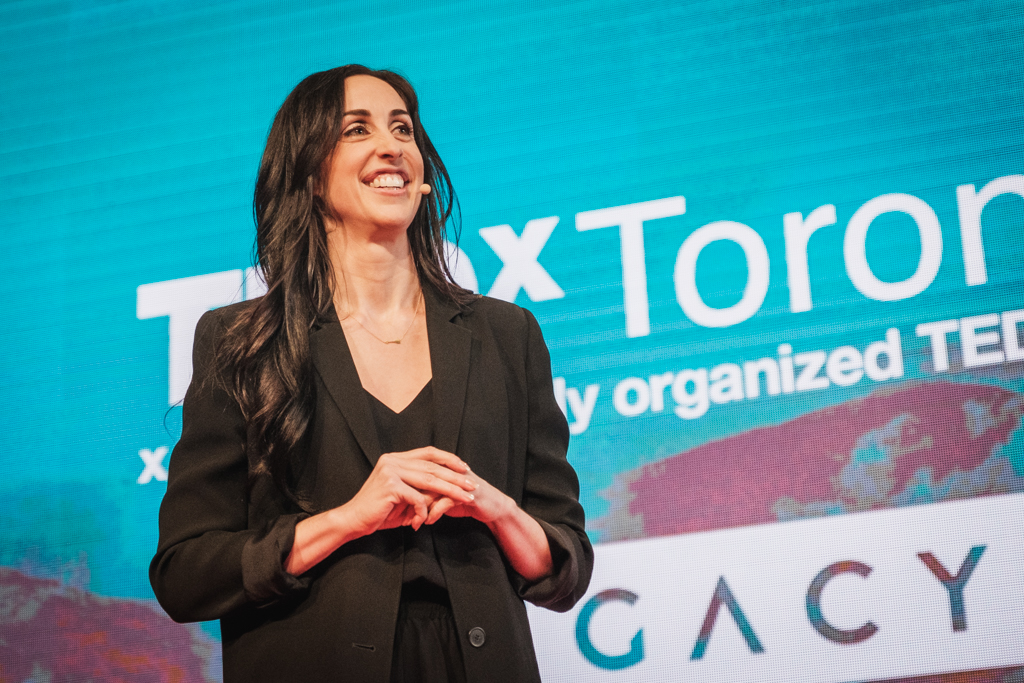
Cathrine Reitman, 2017

Catherine Marcelle Reitman (* 28. April 1981 in Los Angeles, USA) ist eine kanadisch-US-amerikanische Schauspielerin, Produzentin und Drehbuchautorin. Sie produziert die CBC-Comedyserie Workin’ Moms und spielt eine der Hauptrollen.

## Leben
Reitman wurde als Tochter der französisch-kanadischen Schauspielerin Geneviève Robert und des kanadischen Regisseurs Ivan Reitman in Los Angeles geboren. Sie studierte Schauspiel an der University of Southern California. Reitman hat eine Schwester, Carolin Reitman und einen Bruder, der Filmregisseur Jason Reitman. Seit 2009 ist sie mit dem Schauspieler Philip Sternberg verheiratet, mit dem sie zwei gemeinsame Kinder hat.

## Karriere
2011 bis 2013 veröffentlichte Reitman die Webshow für Filmkritiken Breakin’ It Down with Catherine Reitman auf YouTube.
Sie spielte in den Filmen Beim ersten Mal (2007) und Trauzeuge gesucht! (2009) mit und hatte Rollen in den Fernsehserien How I Met Your Mother, Weeds – Kleine Deals unter Nachbarn und Black-ish.
Gemeinsam mit ihrem Ehemann Philip Sternberg gründete sie 2016 die Produktionsfirma Wolf & Rabbit Entertainment ULC, das ausführende Produktionsunternehmen der CBC-Sitcom Workin’ Moms. Die Idee zur Serie kam Reitman während der eigenen Schwangerschaft. Sie störte sich daran, dass die dargestellten Mütter im Fernsehen entweder perfekt waren oder häusliche Probleme hatten. Probleme zur Vereinbarkeit von Beruf und Familie wurden ihrer Meinung nach zu wenig abgebildet. Reitman ist Produzentin und Drehbuchautorin der Serie und spielt eine der Hauptrollen neben ihrem Ehemann Sternberg. Außerdem führte sie in einigen Folgen Regie.

## Filmografie (Auswahl)
Filme
- 1988: Twins – Zwillinge (Twins)
- 1989: Ghostbusters II
- 1993: Eine Familie namens Beethoven (Beethoven's 2nd)
- 1997: Ein Vater zuviel (Fathers’ Day)
- 2010: (Traum)Job gesucht (Post Grad)
- 2011: Freunde mit gewissen Vorzügen (Friends with Benefits)
- 2015: How to Be Sexy

Serien
- 2009: Reaper – Ein teuflischer Job (Reaper, 2 Folgen)
- 2010: How I Met Your Mother (eine Folge)
- 2010–2016: It’s Always Sunny in Philadelphia (7 Folgen)
- 2012: Weeds – Kleine Deals unter Nachbarn (Weeds 1 Folge)
- 2014: Benched (2 Folgen)
- 2015–2020: Black-ish (21 Folgen)
- 2017–2023: Workin’ Moms
- 2020: #blackAF (eine Folge)

## Nominierungen (Auswahl)
- Canadian Screen Awards[7]
  - 2020: Nominierung als Best Lead Actress, Comedy und Best Direction, Comedy in Workin’ Moms
  - 2019: Nominierung als Best Lead Actress, Comedy in Workin’ Moms
  - 2018: Nominierung als Best Lead Actress, Comedy in Workin’ Moms